# Oxyepoecus bruchi
Oxyepoecus bruchi är en myrart som beskrevs av Santschi 1926. Oxyepoecus bruchi ingår i släktet Oxyepoecus och familjen myror. IUCN kategoriserar arten globalt som sårbar. Inga underarter finns listade i Catalogue of Life.

## Bildgalleri

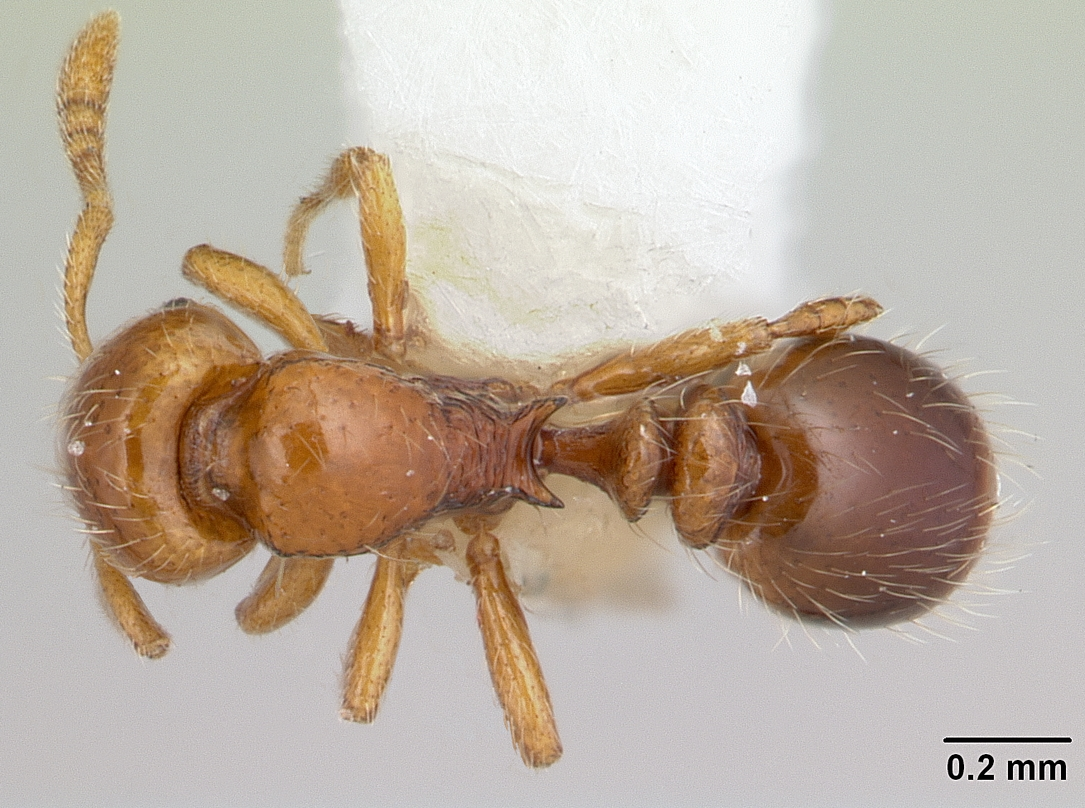
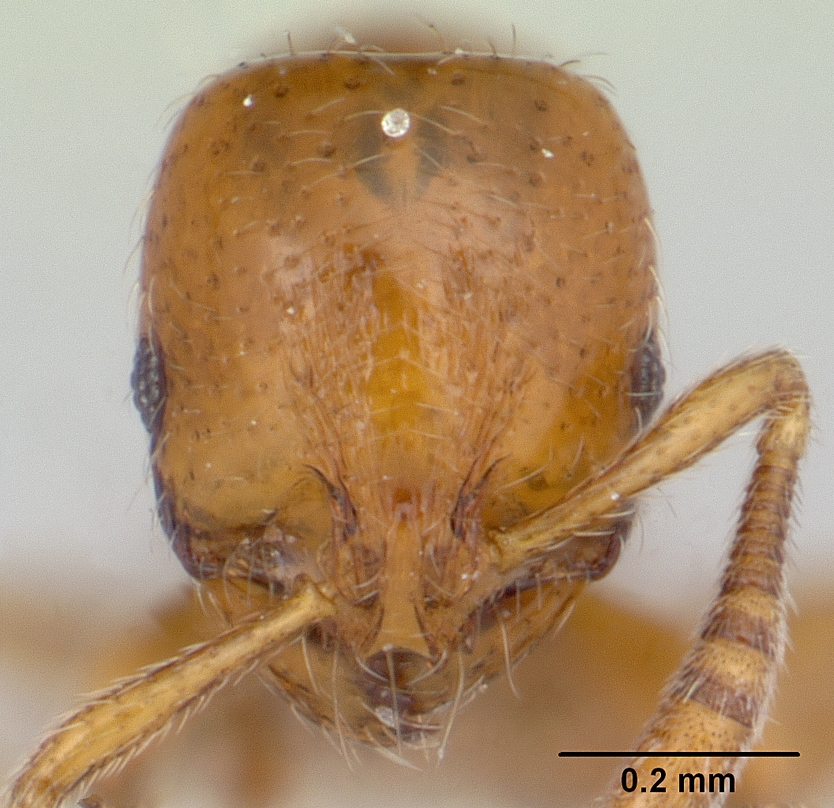
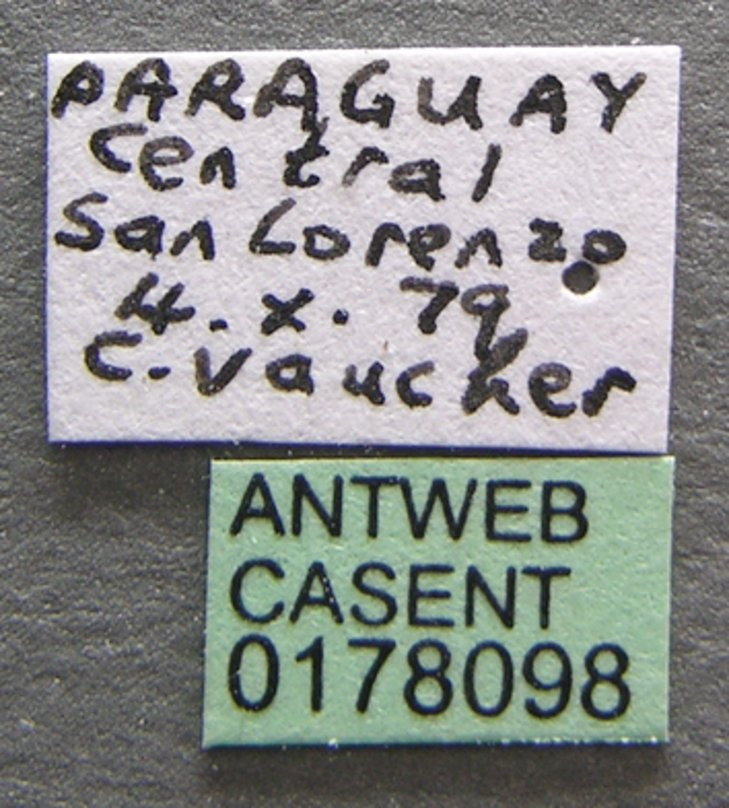